# 伊爾姆加德·富爾希納
伊爾姆加德·富爾希納（Irmgard Furchner，1925年5月29日—2025年1月14日）是一名德國戰犯。她曾擔任施圖特霍夫集中營的秘書和速記員，為集中營指揮官保羅-沃納·霍普工作。
2021年，96 歲的她被控11,412項謀殺罪和18項謀殺未遂罪，2022年12月，她被判有罪，判處兩年緩刑。2024年8月，德國聯邦最高法院維持了她的定罪。她可能是最後一個因納粹大屠殺相關罪行而受審的人 。